# صور (روستا)
این روستا ۳۵۰ نفر جمعیت دارد.

## موقعیت جغرافیایی روستای صور بناب
صور، دهی از دهستان بناجوی شمالی، بخش مرکزی، شهرستان بناب است که در ۲۴ کیلومتری شمال شرقی بناب قرار گرفته است. رودخانه قلعه چای از دو کیلومتری شمال باختری روستا می‌گذرد و کوه «دوزلاغ» در شمال و کوه «پلی گونی» در شرق و کوه «فرهاد داش» در یک کیلومتری جنوب شرقی روستا قرار گرفته است.

## مشخصات معماری روستای صور بناب
روستای صور در دره‌ای قرار گرفته که در دو طرف آن منازل و خانه‌های مسکونی قرار دارد و رودخانه‌ای در میانه روستا قرار دارد که روستا را به شمالی – جنوبی تقسیم می‌کند. معماری‌های صخره‌ای نیز در دو جهت و در زیر خانه‌های مسکونی فعلی قرار گرفته‌اند. بنا به اظهارات محلی در اکثر این واحدها معماری صخره‌ای وجود داشته که تعداد بی‌شماری از آن‌ها به مرور پر شده و نیاز به پاک‌سازی دارند. معماری فوق از سمت ورودی روستا در جنوب آغاز شده و به سمت شرق ادامه دارد. سپس در قسمت شمالی روستا نیز ادامه یافته است. در حال حاضر چشمه‌ای نسبتاً پر آب در مرکز روستا قرار دارد که آب شرب روستا از آن تأمین می‌شود. این منطقه به دلیل کوهستانی بودن آب فراوانی دارد و زمستان‌های آن طولانی است.
روستای صور در دو سمت راست و چپ رودخانه‌ای که از وسط روستا می‌گذرد غارها از جنوب به شمال امتداد یافته است. هم‌چنین تونل زیرزمینی قنات برای آب‌رسانی به اهالی روستا از قدیم‌الایام وجود دارد و یکی از این غارها نیز در بالادست‌های روستا برای آب‌انبار استفاده می‌شود.

## ساختار خانه‌های صور
هر واحد صخره‌ای شامل اتاق نشیمن، طویله، انباری با پلان‌های مدور و بعضاً بیضی است که در وسط اتاق نشیمن سکویی با ارتفاع ۸۰ سانتی‌متر تا ۱/۲۰ سانتی‌متر تعبیه شده که بالای این فضا گنبدی شکل مرتفع با نورگیری در بالا که احتمالاً جهت روشنایی وجود دارد.
طویله دورادور سکوی اتاق نشیمن قرار گرفته است. آغل‌ها را در کنار سکوی نشیمن در داخل سنگ به شکل ماهرانه‌ای کنده‌اند که حتی جای بستن حیوانات را نیز در کنار بازوی آغل به‌صورت حلقه‌های تراشیده‌اند. در گوشه‌هایی از این مجموعه‌ها فضاهایی نیز به‌عنوان انباری تعبیه شده است. در دیواره‌ها و پایه‌های سنگی حفره‌هایی دیده می‌شود که بیانگر محل‌های پیه‌سوز است. همچنین سوراخ‌هایی وجود دارد که به‌عنوان قلاب برای آویزان کردن یا بستن وسایل قرار داده شده بود.
در حال حاضر بر روی این معماری خانه‌های روستایی قرار دارد که وضعیت آن‌ها نیز قابل توجه است. از هر واحد صخره‌ای راهی به واحد کناری وجود دارد و بنا به اظهارات محلی این فضاها در چند طبقه هستند که راهی به زیرزمین خود معماری صخره‌ای وجود دارد. راه ارتباطی همان‌طور که ذکر شد به واحدهای کناری و زیرزمین به طریق حفره‌ها بوده که در مواقع اضطرار از آن‌ها استفاده می‌کردند.
داخل معماری فوق تاریک و تنها روشنایی آن، نورگیرهای بسیار کوچک و روزنه‌های ایجاد شده در سقف است. فضاها، طاقچه‌ها، طاق‌نماها، حفره‌ها، آغل‌ها و… همگی به‌وسیله کلنگ ایجاد شده‌اند که هنوز آثار آن دیده می‌شود و سنگ مورد کاربرد نیز سنگ ماسه‌ای است که انسان به راحتی می‌تواند در آن دخل و تصرف کند. دالان‌های چوبی ورودی این معماری‌ها برای جلوگیری از نفوذ آب باران و برف پوشانده‌اند. همچنین در برخی از خانه‌ها هنگام کندن دل کوه ستون‌هایی پدید آمده است که از آن برای حفاظ سقف استفاده می‌شده است، برای پوشش بام این خانه‌ها از گنبد و دریچه‌هایی برای عبور نور آفتاب در این خانه‌ها تعبیه شده است.

## عوامل ایجاد معماری صخره‌ای صور
گاهی برخی عوامل انسانی می‌تواند در ایجاد چنین فضاهایی دخیل باشد، مانند جنگ، قتل و غارت‌ها و ... انسان‌های تاریخی برای پناه گرفتن و در امان ماندن از حیوانات وحشی یا دشمنان خود نیاز به مخفیگاه داشتند که گاهی به جز خود اهالی از وجود آن خبر نداشتند و حتی روستا در دره‌ای واقع شده است که به راحتی در معرض دید نیست؛ اما به‌طور کلی نمی‌توان تاریخ دقیقی برای این معماری بنا کرد. برخی کارشناسان معتقدند ویژگی‌های بافت تاریخی این روستا مهم‌تر از بافت تاریخی روستای کندوان است. در حال حاضر این روستا جزو روستاهای زنده کشور محسوب می‌شود و خانه‌های اهالی آن به وسیله کلنگ و ابزار انسانی در دل کوه ساخته شده است. چیزی که این غارها را برجسته و حائز اهمیت می‌کند پیچیدگی در ساختار معماری آن‌هاست و ساختار معماری غارهای صور خیلی پیشرفته‌تر از کله‌قندهای کندوان است. غارهای کندوان به گونه‌ای ساده ساخته شده در حالی‌که در داخل غارهای صور گودال‌های کوچکی وجود دارد که برای ذخیرهٔ آب استفاده می‌شد.
در ایران بعد از اسلام ایجاد بناهای مذهبی در دل صخره‌های سنگی ناشناخته است، ولی در مقابل استفاده از این اماکن در مقطعی از تاریخ ایران باستان که آئین مهر رواج داشته، معمول بوده است. تشکیلات صخره‌ای صور با توجه به فرم معماری و حالت غار مانندش، بیش از هر بنای دیگر به معابد مهری شباهت دارد. معابدی که همگی در سینه کوه کنده شده و جزء یک مدخل کوچک راه دیگری ندارد. پراکندگی فضاهای مجموعه از قبیل اتاق‌ها، طاقچه‌ها، تالارها، آخورها و سکوهای ویژه هر یک از واحدها بدان فرم معابد مهری بخشیده که از هر قسمت برای مراسم خاص و یا فعالیت‌های نجومی استفاده می‌شده است.
از طرفی این گمان هم می‌رود که تأسیسات امن و مخفی این نقطه دور افتاده برای اجتماع صوفیان از قرون هفت به بعد، محیط دنج و ایده آلی بوده که از هر گوشه و کنار کشور بدان روی می‌آوردند. مهم‌ترین ویژگی تأسیسات صخره‌ای صور، زیرزمینی بودن آن و تاریکی و انزوایی است که در اعماق کوه‌های دور دست به خود اختصاص داده است.
در هر حال با توجه به نکات و دلایل مزبور می‌توان چنین استدلال کرد که شاید اماکن زیرزمینی صور خانقاه پرآوازه در مقطعی از تاریخ بوده است.

## محورهای گردشگری صور
صور نمونه بارز ثروتی است که کاملادر بی توجهی قرار دارد. با وجود کم بودن نمونه‌های داخلی و خارجی از معماری روستا و حتی غیرقابل رقابت بودن معماری روستاهایی مانند کندوان با معماری این روستا، هنوز اقدامی برای معرفی صور و جذب گردشگر به آن صورت نگرفته است. این روستا با معماری صخره‌ای و جاذبه‌های روستای توتاخانه، منطقه سبز و خوش آب‌وهوای توران دره‌سی، غارهای چاخمارخلار و قویونلار و کوهستان‌ها مملو از گیاهان دارویی به‌خصوص در فصل بهار گردشگران را به خود جذب می‌کند. همچنین کباب یکی از مهم‌ترین ظرفیت‌های جذب گردشگر به شهرستان بناب است.